# 浦野りせ子
浦野 りせ子（うらの りせこ、1924年〈大正13年〉2月19日 - 2025年〈令和7年〉4月12日？）は、日本の声楽家（メゾソプラノ）、オペラ歌手、音楽教育者。元武蔵野音楽大学教授。

## 経歴
長野県上高井郡須坂町（現: 須坂市）出身。長野県須坂高等女学校（現: 長野県須坂東高等学校）卒業。しばらく音楽講師として教壇に立ったが、27歳の時、恩師の勧めで東京藝術大学声楽科に入学した。1956年（昭和31年）卒業。岡部多喜子に師事。平井康三郎、信時潔、松本民之助にも指導を受けた。1961年（昭和36年） - 1965年（昭和40年）ローマ・サンタ・チェチーリア音楽院に留学。ジョルジョ・ファヴァレット、イルデブランド・ピツェッティ、ジャン・フランチェスコ・マリピエロ、ダンジェロ、A・レオーネ、V・マリーニに師事。イタリアで数十本のオペラに出演したのち帰国。
日本では1974年（昭和49年）2月 藤原歌劇団公演 ジャン・カルロ・メノッティ『領事（英語版）』母親を務めたのを皮切りに、1999年（平成11年）2月 新国立劇場 水野修孝『天守物語』舌長姥に至るまで、昭和音楽大学オペラ情報センターの記録によるだけで42本のプロダクションに出演している。『天守物語』に出演した際は75歳直前である。50歳で帰国したことと、声種がメゾソプラノのため、日本での役柄は母親や老婆などが多いが、イタリアで培った声と演技力により、貴重なバイプレイヤーとして活躍した。
2004年（平成16年）10月2日及び3日、須坂市制施行50周年事業のすざかオペラ ブリテン『オペラを作りましょう 小さな煙突掃除屋さん』の芸術監督を務める。
2007年（平成19年）活動の拠点を故郷の須坂市に移す。故郷の文化発展を願い、過去2度のすざかオペラ公演を成功に導いた。
2008年（平成20年）12月5日、須坂市文化会館メセナホールでリサイタルを開催。信時潔『沙羅』などを歌う。ピアノ花岡千春。
2009年（平成21年）12月4日、85歳で現役最後となるリサイタルを、須坂市文化会館メセナホール大ホールで開催。ピアノ花岡千春。
藤原歌劇団団員、元日本オペラ振興会評議員。

## 受賞歴
- 1981年度（昭和56年度）第9回ウィンナーワルド・オペラ賞（後のジロー・オペラ賞）
- 1986年度（昭和61年度）第14回ジロー・オペラ賞

## 門下生
教育者として優れ、以下の優秀な門下生を輩出している。
佐藤美枝子、郡愛子、当重茜、小川実佐枝、鳥養和歌子、大島久美子、今井俊輔、桝本安紀子、金原礼子、高橋華子、塚田美樹、古関尚子、大脇薫、村井康子など。

## ディスコグラフィー
- CD レスピーギ歌曲集 1989[30]
- CD3枚組 決定盤 こころの叙情歌 －美しい詩とメロディーと思い出風景 75選（オムニバス） 2007
- CD4枚組 ベスト100シリーズ こころのふるさと 唱歌・叙情歌100（オムニバス） 2009[31]